# Evert Scheltinga
Evert Scheltinga (* 12. Oktober 1987 in Huissen) ist ein niederländischer Duathlet und Triathlet. Er ist nationaler Meister auf der Duathlon-Langdistanz (2014) und wird geführt in der Bestenliste der Triathleten auf der Ironman-Distanz.

## Werdegang
Evert Scheltinga war in seiner Jugend in einem Laufverein aktiv und er kam als 13-Jähriger zum Ausdauersport.
Im Jahr 2000 startete er bei seinem ersten Triathlon. Er wurde trainiert von Menno Oudeman. Sowohl sein älterer Bruder  Diederik (* 1985) wie auch die beiden jüngeren,  Cornelis (* 1991) und  Bouke (* 1994), sind ebenso alle als Triathleten aktiv.
Im April 2014 wurde der gelernte Buchhalter Nationaler Meister auf der Duathlon-Langdistanz.
Im Juli 2017 wurde er Achter bei seinem zweiten Ironman-Start (3,86 km Schwimmen, 180,2 km Radfahren und 42,195 km Laufen) im Ironman European Championship und verbesserte seine Zeit um 26 Minuten auf 8:05:13 h. Zwei Monate später wurde Scheltinga im September 2017 Fünfter bei der ETU-Europameisterschaft auf der Triathlon-Langdistanz.
Bei der Challenge Almere-Amsterdam wurde er im September 2018 Vierter.

### 4. Rang ITU-Weltmeisterschaft Triathlon Langdistanz 2021
Bei der Weltmeisterschaft auf der Triathlon-Langdistanz belegte der 33-Jährige im September 2021 den vierten Rang.
Evert Scheltinga lebt in Arnheim.

## Sportliche Erfolge
| Datum/Jahr    | Platz | Wettbewerb                                           | Austragungsort   | Zeit     | Bemerkung                         |
| ------------- | ----- | ---------------------------------------------------- | ---------------- | -------- | --------------------------------- |
| 10. Juni 2018 | 3     | Challenge Geraardsbergen                             | Geraardsbergen   |          |                                   |
| 28. Jan. 2018 | 3     | Ironman 70.3 South Africa                            | East London      | 04:12:13 |                                   |
| 18. Juni 2017 | 4     | Ironman 70.3 Luxemburg                               | Remich           | 03:52:46 |                                   |
| 23. Mai 2017  |       | NED Middle Distance Triathlon National Championships | Niederlande      |          | Staatsmeisterschaft Mitteldistanz |
| 21. Aug. 2016 | 1     | Challenge Samorin                                    | Galveston Island |          | Sieger bei der Erstaustragung     |
| 30. Jan. 2016 | 2     | Israman                                              | Eilat            |          |                                   |
| 8. Juni 2014  | 2     | NED Sprint Triathlon National Championships          | Amsterdam        | 00:56:01 | Zweiter hinter Jorik Van Egdom    |
| 18. Mai 2014  | 3     | NED Triathlon National Championships                 | Weert            | 01:50:34 |                                   |

| Datum/Jahr    | Rang | Wettbewerb                                                   | Austragungsort    | Zeit     | Bemerkung                                                                                |
| ------------- | ---- | ------------------------------------------------------------ | ----------------- | -------- | ---------------------------------------------------------------------------------------- |
| 12. Sep. 2021 | 4    | ITU Long Distance Triathlon World Championships              | Almere            | 07:49:32 | Weltmeisterschaft auf der Triathlon-Langdistanz im Rahmen der Challenge Almere-Amsterdam |
| 14. Sep. 2019 | 7    | NED Long Distance Triathlon National Championships           | Almere            | –        |                                                                                          |
| 8. Sep. 2018  | DNF  | Challenge Almere-Amsterdam                                   | Almere            | 08:10:32 |                                                                                          |
| 15. Apr. 2018 | DNF  | Ironman South Africa                                         | Port Elizabeth    | –        | Dritter nach dem Schwimmen, Elfter nach der Raddistanz, Rennabbruch auf der Laufstrecke  |
| 9. Sep. 2017  | 5    | ETU Challenge Long Distance Triathlon European Championships | Almere            | 08:12:37 | ETU-Europameisterschaft Triathlon Langdistanz im Rahmen der Challenge Almere-Amsterdam   |
| 9. Juli 2017  | 8    | Ironman Germany                                              | Frankfurt am Main | 08:05:13 | Ironman European Championship                                                            |
| 2. Apr. 2017  | 13   | Ironman South Africa                                         | Port Elizabeth    | 08:31:04 | erster Start auf der Langdistanz                                                         |

| Datum/Jahr    | Rang | Wettbewerb                                        | Austragungsort    | Zeit     | Bemerkung |
| ------------- | ---- | ------------------------------------------------- | ----------------- | -------- | --------- |
| 13. Apr. 2014 | 1    | NED Long Distance Duathlon National Championships | Horst aan de Maas | 02:49:37 |           |

DNF – Did Not Finish